# Iouri Koudinov
Iouri Vladimirovitch Koudinov (en russe : Юрий Владимирович Кудинов), né le 27 février 1979 à Volgograd, est un nageur russe ayant adopté la nationalité kazakh en 2012, spécialiste des épreuves de nage en eau libre.

## Carrière
Il est quatre fois champion du monde sur la distance du 25km.